# Бородін Андрій Михайлович
Андрій Михайлович Бородін (15 жовтня 1912, Сафонівка Льговського повіту Курської губернії, тепер Кореневського району Курської області, Російська Федерація — 9 липня 1984, Москва, тепер Російська Федерація) — радянський державний діяч, 1-й секретар Акмолинського і Кустанайського обласних комітетів КП Казахстану, міністр сільського господарства Казахської РСР. Член ЦК КПРС у 1966—1984 роках. Депутат Верховної Ради Казахської РСР 4—5-го скликань. Депутат Верховної Ради СРСР 6—10-го скликань. Герой Соціалістичної Праці (13.10.1972).

## Життєпис
Народився в селянській родині. У 1932 році закінчив Курський ветеринарний технікум.
У 1932—1937 роках — в.о. ветеринарного лікаря, ветеринарний лікар радгоспу Актюбинської (Кустанайської) області Казакської РСР. У 1937—1939 роках — завідувач ветеринарного пункту Забєловського сільськогосподарського комбінату Джетигаринського району Кустанайської області.
У 1939—1941 роках — начальник ветеринарного земельного управління Кустанайського обласного земельного відділу.
Член ВКП(б) з 1941 року.
У 1941—1942 роках — заступник начальника із тваринництва Кустанайського обласного земельного відділу.
У 1942—1945 роках — заступник завідувача сільськогосподарського відділу, заступник секретаря Кустанайського обласного комітету КП(б) Казахстану із тваринництва.
У 1945—1953 роках — заступник завідувача відділу тваринництва ЦК КП(б) Казахстану, заступник завідувача сільськогосподарського відділу ЦК КП(б) Казахстану.
У 1951 році закінчив заочно Алма-Атинський зооветеринарний інститут, вчений зоотехнік.
У 1953 році — 1-й заступник міністра сільського господарства і заготівель Казахської РСР.
У 1953—1956 роках — уповноважений Міністерства заготівель СРСР по Казахській РСР.
У квітні 1956 — березні 1957 року — 1-й секретар Акмолинського обласного комітету КП Казахстану.
У 1957 році — міністр сільського господарства Казахської РСР.
У 1957—1958 роках — заступник голови Державного планового комітету Ради міністрів Казахської РСР — міністр Казахської РСР.
У 1958—1959 роках — завідувач сільськогосподарського відділу ЦК КП Казахстану.
У січні 1959 — січні 1963 року — 1-й секретар Кустанайського обласного комітету КП Казахстану. У січні 1963 — грудні 1964 року — 1-й секретар Кустанайського сільського обласного комітету КП Казахстану. У грудні 1964 — квітні 1981 року — 1-й секретар Кустанайського обласного комітету КП Казахстану.
Указом Президії Верховної Ради СРСР від 13 жовтня 1972 року за великі заслуги перед комуністичною партією і радянською державою, забезпечення високих темпів виробництва і заготівлі сільгосппродукції і в зв'язку з 60-річчям Бородіну Андрію Михайловичу присвоєно звання Героя Соціалістичної Праці з врученням ордена Леніна і золотої медалі «Серп і молот».
З квітня 1981 року — персональний пенсіонер союзного значення. Один з двох перших секретарів обкомів партії — кавалерів шести орденів Леніна (ще один — О. В. Коваленко, 1-й секретар Білгородського й Оренбурзького обкомів КПРС).
Помер 9 липня 1984 року в Москві. Похований на Алеї героїв міського цвинтаря Кустанаю (Костанаю).

## Нагороди і звання
- Герой Соціалістичної Праці (13.10.1972)
- шість орденів Леніна (11.01.1957; 22.03.1966; 27.08.1971; 13.10.1972; 24.12.1976; 3.03.1980)
- орден Вітчизняної війни І ст. (1.12.1945)
- орден Трудового Червоного Прапора (13.03.1962)
- срібний хрест ордену Virtuti Militari (Польща)
- медалі